# Aluminijeve anorganske spojine
Aluminij je kovina, ki tvori spojine naštete na spodnjem seznamu.

## Seznam
- Aluminijev bromid-AlBr3,
- Aluminijev fluorid-AlF3,
- Aluminijev hidrid-AlH3,
- Aluminijev hidroksid-Al(OH)3,
- Aluminijev izopropoksid-Al(i-PrO)3,
- Aluminijev jodid-AlI3,
- Aluminijev klorid-AlCl3,
- Aluminijev klorohidrat-AlnCl(3n-m)(OH)m,
- Aluminijev nitrat-Al(NO3)3,
- Aluminijev nitrid-AlN,
- Aluminijev oksid-Al2O3,
- Aluminijev sulfat-Al2(SO4)3,
- Aluminijev sulfid-Al2S3,
- Aluminijev(I) bromid-AlBr,
- Aluminijev(I) jodid-AlI,
- Aluminijevo galijev arzenid-AlF3,
- Aluminijevo galijev nitrid-AlGaN2,
- Dietilaluminijev klorid-Et2AlCl,
- Diisobutialuminijev hidrid-i-Bu2AlH (DIBAL-H),
- Litijevo aluminijev hidrid-LiAlH4,
- Metilalumininoksan-|(-Al(CH3)O-)n,
- Trietilaluminij-Et3Al,
- Trimetilaluminij-Me3Al,